# 1942年の日本公開映画
- 映画 > 映画の一覧 > 年度別日本公開映画 > 1942年の日本公開映画
- 映画 > 1942年の映画 > 1942年の日本公開映画

1942年の日本公開映画（1942ねんのにほんこうかいえいが）では、1942年（昭和17年）1月1日から同年12月31日までに日本で商業公開された映画の一覧を記載。作品名の右の丸括弧内は製作国を示す。
記載の凡例については年度別日本公開映画#凡例を参照

## 作品一覧

### 1月
- 荒天飛行（ドイツ）
- さすらひ（ドイツ）
- 7日
  - 武蔵坊弁慶（日本）
- 14日
  - 大村益次郎（日本） - 日本映画雑誌協会ベストテン9位

### 2月
- 微笑む人生（フランス）
- 11日
  - 元禄忠臣蔵　後篇（日本） - 日本映画雑誌協会ベストテン7位

### 3月
- 意志の勝利（ドイツ）
- 晩春の曲（ドイツ）
- 7日
  - 将軍と参謀と兵（日本） - 日本映画雑誌協会ベストテン3位
- 21日
  - 迎春花（満映）
- 25日
  - 宮本武蔵 一乗寺決闘（日本）

### 4月
- 1日
  - 父ありき（日本） - 日本映画雑誌協会ベストテン2位
  - 緑の大地（日本）
- 23日
  - 待って居た男（日本）

### 5月
- むすめ七人（イタリア）
- 14日
  - 維新の曲（日本）
- 21日
  - 南海の花束（日本） - 日本映画雑誌協会ベストテン5位

### 6月
- 4日
  - 母子草（日本） - 日本映画雑誌協会ベストテン4位
- 11日
  - 婦系図（日本）
- 18日
  - 日本の母（日本）

### 7月
- 木蘭従軍（中国）
- 2日
  - 水滸伝（日本）
  - 独眼龍政宗（日本） - 日本映画雑誌協会ベストテン8位
- 16日
  - 続婦系図（日本）

### 8月
- 27日
  - マレー戦記（日本）

### 9月
- 西遊記 鉄扇公主の巻（中国）

### 10月
- 希望音楽会（ドイツ）
- 1日
  - 新雪（日本） - 日本映画雑誌協会ベストテン6位
- 15日
  - 翼の凱歌（日本）
- 29日
  - 鞍馬天狗横浜に現る（日本）

### 11月
- 5日
  - 磯川兵助功名噺（日本）
  - 歌ふ狸御殿（日本）
- 12日
  - おもかげの街（日本）
- 19日
  - 香港攻略 英國崩るゝの日（日本） - 日本映画雑誌協会ベストテン10位
- 26日
  - あなたは狙はれてゐる（日本）

### 12月
- 3日
  - ハワイ・マレー沖海戦（日本） - 日本映画雑誌協会ベストテン1位
- 27日
  - 富士に立つ影（日本）